# RK Rudar Labin
Rukometni klub Rudar Adria Oil (nekada RU Mladi Rudar Labin) muški je rukometni klub iz Labina, Istarska županija.

## O klubu
Klub je osnovan 23. listopada 2000. godine pod nazivom Rukometna udruga Mladi rudar, kao rukometna organizacija za školovanje i razvoj mladih rukometaša za potrebe Muškog rukometnog kluba Rudar, koji se u sezoni 2000./01. natjecao u 1. A HRL. No, MRK Rudar upada u teške financijske probleme, te odustaju od daljnjeg natjecanja u 1.A HRL za sezonu 2001./02. i klub se gasi.
Mladi rudar preuzima Rudareve mlađe igrače i dio preostalih seniora, te formira seniorsku momčad s kojom igra u sezoni 2001./02. u 3. HRL – Zapad 2, koju odmah i osvaja, te potom ulazi u 2. HRL – Zapad. U toj ligi nastupa do sezone 2009./10. Tada je Mladi rudar izborio ulazak u 1. HRL (drugi rang natjecanja), u kojoj igra u sezonama 2010./11. i 2011./12., te ponovno ispada u 2. HRL – Zapad. U ligi ostaju do sezone 2015./16., kada ulaze u 1. HRL – Jug (ponovno u drugi rang natjecanja). 
Povijesni uspjeh klub postiže u sezoni 2017./2018. osvajanjem te lige i ulaskom u Premijer ligu.
Iz sponzorskih razloga, klub se u Premijer ligi natjecao pod imenom RK Rudan Labin. Rudan je dobro startao u premijerligaškoj sezoni, gotovo izborivši razigravanje u Ligi za prvaka. Ipak, uslijedili su lošiji rezultati, te klub ispada iz najvišeg ranga završivši sezonu na ukupno 9. mjestu.  
Druga momčad kluba se uglavnom natječe u 3. HRL – Zapad.
Dana 30. kolovoza 2018. godine je na skupštini kluba donesena odluka o preimenovanju kluba u RK Rudar Labin.
Dana 17. lipnja 2021. godine RK “Rudar”  je potpisao novi sponzorski ugovor s tvrtkom Adria Oil d.o.o. iz Rijeke. Ugovor, koji ih čini generalnim sponzorom kluba potpisali su predsjednik uprave Adria Oil d.o.o. Andrej Šolaja i predsjednik kluba Patrik Franković, uz njih su još bili prisutni direktor marketinga Ivan Jerčinović i dopredsjednik kluba Boris Milevoj. U narednim sezonama klub će se natjecati pod nazivom RK Rudar Adria Oil.[nedostaje izvor]

## Uspjesi
1. HRL – Jug
- prvak: 2017./18.

## Poznati igrači
- Luka Stepančić – hrvatski reprezentativac
- Fran Mileta – hrvatski omladinski reprezentativac

## Unutrašnje poveznice
- Labin
- MRK Rudar Labin
- ŽRK Rudar Labin

## Vanjske poveznice
- furkisport.hr/hrs, Mladi Rudar, rezultati kluba
- sportilus.com, Rukometni klub Mladi Rudar Labin
- ssglabin.hr, Rukometni klub "Mladi Rudar"  Arhivirana inačica izvorne stranice od 31. kolovoza 2018. (Wayback Machine)
- Milenko Trišović: Razvoj rukometa u Istri : 1953. – 2008. , Pula, 2010., ISBN 978-953-56366-0-1
- Jasmina Gruičić i dr: 50 godina rukometa na Labinštini, Labin, 2005., ISBN 953-7294-08-0
- poslovna.hr, RK MLADI RUDAR – RUKOMETNI KLUB MLADI RUDAR